# یرژی پشیبیلسکی
یرژی پشیبیلسکی (لهستانی: Jerzy Przybylski؛ ‏ ۲۷ آوریل ۱۹۲۳ – ۲۴ ژوئیهٔ ۱۹۹۹) بازیگر اهل لهستان بود. وی بین سال‌های ۱۹۴۷ تا ۱۹۹۱ میلادی فعالیت می‌کرد.
از فیلم‌هایی که وی در آن‌ها نقش داشته است، می‌توان به رانندگان جایگزین، سیل، زندگی برای زندگی: ماکسیمیلیان کلبه و آسایشگاه ساعت‌شنی اشاره نمود.